# Neguinho da Beija-Flor
Luiz Antônio Feliciano Marcondes OMC (Nova Iguaçu, 29 de junio de 1949), más conocido por su nombre artístico Neguinho da Beija-Flor, es un sambista, intérprete musical, cantante y compositor brasileño. Fue, entre 1976 y 2025, el intérprete oficial de la escuela de samba Beija-Flor.
Neguinho recibió 6 veces los premios Tamborim de Ouro y Estandarte de Ouro. En el 2012, fue uno de los 10 nominados al "Prêmio Extra / Prefeitura do Rio" como mayor personalidad de los 80 años del desfile del carnaval carioca.
Entre sus éxitos musicales, además del tema musical de "Globeleza", se destacan  "O Campeão (Meu Time)", su composición de mayor éxito y "Ângela".